# Sarax sarawakensis
Sarax sarawakensis är en spindeldjursart som först beskrevs av Tord Tamerlan Teodor Thorell 1888.  Sarax sarawakensis ingår i släktet Sarax och familjen Charinidae. Inga underarter finns listade i Catalogue of Life.